# Jawad El Hajri
Jawad El Hajri (* 1. November 1979 in Bergerac) ist ein französisch-marokkanischer ehemaliger Fußballspieler auf der Stürmerposition. Er bestritt ein Spiel für die Marokkanische Nationalmannschaft.

## Vereinskarriere
El Hajri begann seine Karriere beim VEF Pacy und kam dort in der Saison 2000/01 zu einem Drittligaeinsatz. Er wechselte fortan mehrfach den Verein. 2004 ging er schließlich zur US Boulogne in die vierte Liga. 2005 gelang der Aufstieg in die dritte Liga. In der darauffolgenden Saison erzielte El Hajri in 35 Partien 23 Tore und wurde somit 2006 gemeinsam mit Jérémy Perbet (AS Moulins) Torschützenkönig der dritten Liga. Er absolvierte auch ein Spiel für die marokkanische Nationalelf. Im selben Jahr wechselte er zum Stade Brest in die zweite Liga. Nach weiteren Stationen in den Vereinigten Arabischen Emiraten und bei seinem ersten Klub VEF Pacy wechselte El Hajri 2009 zur AS Moulins in die dritte Liga. Ein Jahr später ging er zum Ligakonkurrenten Paris FC. 2011 kehrte er nach Moulins zurück, der Verein war allerdings in die Vierte Liga abgestiegen.